# St. Louis Hawks 1967-1968
La stagione 1967-68 dei St. Louis Hawks fu la 19ª nella NBA per la franchigia.
I St. Louis Hawks vinsero la Western Division con un record di 56-26. Nei play-off persero la semifinale di division con i San Francisco Warriors (4-2).

## Roster
| N°    | Naz.                   | Ruolo | Sportivo         | Anno | Alt. | Peso |
| ----- | ---------------------- | ----- | ---------------- | ---- | ---- | ---- |
| 10    | Stati Uniti (bandiera) | GA    | Dick Snyder      | 1944 | 196  | 94   |
| 12    | Stati Uniti (bandiera) | AC    | Tom Workman      | 1944 | 201  | 99   |
| 14    | Stati Uniti (bandiera) | G     | Lenny Wilkens    | 1937 | 185  | 82   |
| 20    | Stati Uniti (bandiera) | G     | George Lehmann   | 1942 | 183  | 82   |
| 23    | Stati Uniti (bandiera) | GA    | Lou Hudson       | 1944 | 196  | 95   |
| 24-25 | Stati Uniti (bandiera) | AC    | Jim Davis        | 1941 | 206  | 102  |
| 27    | Stati Uniti (bandiera) | GA    | Joe Caldwell     | 1941 | 196  | 88   |
| 29    | Stati Uniti (bandiera) | AC    | Paul Silas       | 1943 | 201  | 100  |
| 30    | Stati Uniti (bandiera) | G     | Don Ohl          | 1936 | 191  | 86   |
| 31    | Stati Uniti (bandiera) | C     | Zelmo Beaty      | 1939 | 206  | 102  |
| 32    | Stati Uniti (bandiera) | AC    | Bill Bridges     | 1939 | 198  | 103  |
| 34    | Stati Uniti (bandiera) | AC    | Bumper Tormohlen | 1937 | 203  | 104  |
| 44    | Stati Uniti (bandiera) | A     | Jay Miller       | 1943 | 196  | 93   |

## Staff tecnico
- Allenatore: Richie Guerin